# Idiofono a frequenza indefinita
Gli idiofoni a frequenza indefinita sono tutti quegli idiofoni, di solito membranofoni ma non necessariamente, che non producono una frequenza definita quando colpiti, come rullanti, grancasse e djembe, ma anche piatti. La loro funzione è quella di mantenere il ritmo e dare gli accenti. All'interno di un'orchestra ci si riferisce a questi strumenti come percussioni ausiliarie. 
Per quanto non producano alcuna nota vera e propria quando colpiti, l'ascoltatore può ancora distinguere fra suoni più bassi o più alti, come nel caso dei bongo, in cui il membro più grande produce un suono che viene percepito come più profondo rispetto a quello del membro più piccolo.